# Kraj
Kraj (wörtlich „Land[-strich]“) ist die landessprachliche Bezeichnung für Verwaltungseinheiten in Tschechien, der Slowakei (tschechischer und slowakischer Plural kraje) und in Russland (russisch край, krai; Plural края, kraja). Das Wort wird unterschiedlich übersetzt („Kreis“, „Bezirk“, „Landschaftsverband“ u. ä.), insbesondere im Englischen (mangels anderer Ausdrücke) auch als „Region“, was aber zu Verwechslungen mit dem allgemeinen Begriff führt. Für Russland wird „Region“ regelmäßig verwendet, weil diese Verwaltungseinheiten dort tendenziell ausgedehnter sind als beispielsweise die (heute) auf gleicher Ebene angesiedelten Oblaste („Gebiete“).
In diesen drei Ländern sowie in vielen anderen slawischsprachigen Ländern ist der Begriff kraj, krajina auch als nichtadministrativer Begriff mit der Bedeutung Gegend, Landschaft gebräuchlich. So ist beispielsweise Jantarny Krai (Bernsteinland) eine in Russland übliche, inoffizielle Bezeichnung für die Oblast Kaliningrad (Königsberger Gebiet).

## Tschechien und Slowakei

Heutige Kraje und frühere Länder in Tschechien

Kraje in der Slowakei

In Tschechien und in der Slowakei ist der Kraj die oberste Stufe der Verwaltungsgliederung; er wird sowohl mit „Kreis“ als auch mit „Bezirk“ übersetzt. In beiden Ländern wird er bei der NUTS-Kategorisierung für die amtliche Statistik der EU der Ebene 3 zugerechnet.
Der historische Ausdruck ist bereits in der Kreiseinteilung in Böhmen zu finden, die vom 14. Jahrhundert bis 1862 bestand und im 18. Jahrhundert auch in anderen Teilen der Habsburgermonarchie eingeführt wurde. Dabei hatte Kreis nicht die vom Königreich Preußen ausgehende, heute in ganz Deutschland übliche Bedeutung. Die böhmische Bedeutung – Kreis als obere Gebietseinteilung – war bis 1939 auch in Bayern und Sachsen üblich.
Wieder eingeführt wurden 1948 die Kraje (im heutigen Tschechien 13, in der Slowakei 6) unter Auflösung der Länder (země) Böhmen, Mähren-Schlesien und Slowakei. Von 1960 bis 1990 wurde die damalige ČSSR (Tschechoslowakei) in zehn große Einheiten gegliedert (sieben im heutigen Tschechien, drei in der Slowakei), welche auch Grundlage für die Systematik der Postleitzahl (Tschechien und Slowakei) sind. Diese Einheiten werden heute entsprechend der Terminologiedatenbank der Europäischen Union IATE vorwiegend als Bezirk übersetzt.
In einer erneuten Gebietsreform wurde Tschechien zum 1. Januar 2000 in 14 Selbstverwaltungsregionen (Samosprávné kraje) eingeteilt. Bereits 1996 wurden auch in der Slowakei erneut acht Bezirke eingeführt.

## Russland
In Russland werden gegenwärtig 9 der 83 Verwaltungseinheiten der obersten Ebene als „Krai“ (край, krai; Plural края, kraja) bezeichnet. Gewöhnlich wird der Begriff als „Region“ ins Deutsche übersetzt. Es sind die Regionen Altai, Chabarowsk, Kamtschatka, Krasnodar, Krasnojarsk, Perm, Primorje, Stawropol und Transbaikalien, vorwiegend wirtschaftlich gut entwickelte Landesteile großer Fläche an der Peripherie. Kraje und Oblaste befinden sich auf derselben Verwaltungsebene als Föderationssubjekte.
Im Russischen Reich war Krai eine umgangssprachliche Alternativbezeichnung für die Generalgouvernements.